# Canzoni allo specchio
Canzoni allo specchio è il quarto album del gruppo musicale piemontese Perturbazione, pubblicato nel 2005.

## Il disco
Il disco contiene 12 canzoni prodotte con l'aiuto di Paolo Benvegnù agli Studi Estragon. Anticipato dal singolo Chiedo alla polvere, il disco si avvale della partecipazione di diversi ospiti, su tutti Francesco Bianconi e Rachele Bastreghi dei Baustelle e Jukka Reverberi dei Giardini di Mirò.

## Tracce
1. Dieci anni dopo – 4:11
2. Chiedo alla polvere – 3:50
3. Spalle strette – 3:49
4. Animalia – 3:48
5. Se mi scrivi – 2:44
6. Se fosse adesso – 4:06
7. Canzone allo specchio – 4:39
8. La fine di qualcosa – 3:55
9. Seconda persona – 2:42
10. A luce spenta – 5:31
11. Quattro gocce di blu – 4:00
12. Il materiale e l'immaginario – 6:37

## Formazione

### Gruppo
- Tommaso Cerasuolo - voce
- Cristiano Lo Mele - chitarra, tastiera
- Stefano Milano - basso
- Rossano Antonio Lo Mele - batteria
- Gigi Giancursi - chitarra, voce
- Elena Diana - violoncello

Altri musicisti
- Jukka Reverberi (Giardini di Mirò) - chitarra
- Paolo Benvegnù - chitarra, cori
- Luca Di Mira - chitarra, harmonium, korg CX-3
- Rachele Bastreghi (Baustelle) - voce
- Francesco Bianconi (Baustelle) - voce
- Leonardo Galigani - tromba
- Folco Tredici - trombone
- Emiliano Tozzi - sassofono tenore, sassofono baritono
- The Melody Breakers - cori
- Carlo Pinna - loop